# Discovery Tour 1984
Discovery Tour 1984 – szósta trasa koncertowa Mike’a Oldfielda; w jej trakcie odbyły się pięćdziesiąt trzy koncerty.
1. 19 sierpnia 1984 – Nürnberg, Niemcy – Hemmerleinhalle
2. 23 sierpnia 1984 – San Sebastián, Hiszpania – Velódromo de Anoeta
3. 25 sierpnia 1984 – Barcelona, Hiszpania – Estadio de San Andrés
4. 27 sierpnia 1984 – Madryt, Hiszpania – C. F. Moscardó
5. 29 sierpnia 1984 – Dax, Francja – Les Arênes
6. 31 sierpnia 1984 – Orange, Francja – Théâtre Antique d'Orange
7. 1 września 1984 – Nicea, Francja – Parc de l'Ouest
8. 4 września 1984 – Rzym, Włochy – Palaeur
9. 6 września 1984 – Genua, Włochy – Palasport
10. 8 września 1984 – Viareggio, Włochy – Bussoladomani
11. 10 września 1984 – Mediolan, Włochy – Teatro Tenda Lampugmano
12. 12 września 1984 – Werona, Włochy – Arena
13. 13 września 1984 – Werona, Włochy – Arena
14. 16 września 1984 – Göteborg, Szwecja – Scandinavium
15. 17 września 1984 – Odense, Dania – Fyns Forum
16. 18 września 1984 – København, Dania – Bröndbyhalen
17. 20 września 1984 – Lund, Szwecja – Olympen
18. 21 września 1984 – Oslo, Norwegia – Ekeberg Idrettshall
19. 22 września 1984 – Sztokholm, Szwecja – Isstadion
20. 24 września 1984 – Siegen, Niemcy – Siegerlandhalle
21. 26 września 1984 – Mannheim, Niemcy – Eisstadion
22. 27 września 1984 – Frankfurt, Niemcy – Festhalle Messe
23. 29 września 1984 – Basel, Niemcy – Sporthalle St. Jakobs
24. 1 października 1984 – Wiedeń, Austria – Stadthalle
25. 3 października 1984 – Stuttgart, Niemcy – Hanns-Martin-Schleyerhalle
26. 4 października 1984 – Karlsruhe, Niemcy – Schwarzwaldhalle
27. 5 października 1984 – Dortmund, Niemcy – Westfalenhalle
28. 7 października 1984 – Kassel, Niemcy – Eissporthalle
29. 8 października 1984 – Kolonia, Niemcy – Sporthalle
30. 9 października 1984 – Düsseldorf, Niemcy – Phillipshalle
31. 11 października 1984 – Bruksela, Belgia – Forest National
32. 12 października 1984 – Hanower, Niemcy – Europahalle
33. 13 października 1984 – Würzburg, Niemcy – Karl-Diem-Halle
34. 15 października 1984 – Münster, Niemcy – Halle Münsterland
35. 16 października 1984 – Hamburg, Niemcy – Alsterdorfer Sporthalle
36. 17 października 1984 – Brema, Niemcy – Stadthalle
37. 19 października 1984 – Lozanna, Szwajcaria – Palais de Beaulieu
38. 21 października 1984 – Zurych, Szwajcaria – Hallenstadion
39. 23 października 1984 – Offenburg, Niemcy – Ortenauhalle
40. 24 października 1984 – Friedrichshafen, Niemcy – Messehalle
41. 26 października 1984 – Monachium, Niemcy – Olympiahalle
42. 27 października 1984 – Passau, Niemcy – Nibelungenhalle
43. 29 października 1984 – Berlin, Niemcy – Deutschlandhalle
44. 30 października 1984 – Kiel, Niemcy – Ostseehalle
45. 1 listopada 1984 – Rotterdam, Holandia – Ahoy Rotterdam
46. 2 listopada 1984 – Saarbrücken, Niemcy – Saarlandhalle
47. 4 listopada 1984 – Brest, Francja – Parc De Penfeld
48. 5 listopada 1984 – Paryż, Francja – Palais Omnisports de Paris-Bercy
49. 6 listopada 1984 – Lyon, Francja – Palais Des Sports
50. 7 listopada 1984 – Toulouse, Francja – Complexe Compans Casarelli
51. 8 listopada 1984 – Bordeaux, Francja – Patinoire Mériadeck de Bordeaux
52. 9 listopada 1984 – Clermont-Ferrand, Francja – Maison Des Sports
53. 10 listopada 1984 – Strasburg, Francja – Halle Rhenus